# Thắng Lợi, Văn Giang
Thắng Lợi là một xã thuộc huyện Văn Giang, tỉnh Hưng Yên, Việt Nam.

## Địa lý
Xã Thắng Lợi nằm ở phía tây nam huyện Văn Giang, thuộc tả ngạn sông Hồng, có vị trí địa lý:
- Phía đông giáp xã Mễ Sở
- Phía tây và phía nam giáp thành phố Hà Nội ranh giới là sông Hồng
- Phía bắc giáp xã Liên Nghĩa.

Xã Thắng Lợi có diện tích 4,85 km², dân số năm 2019 là 7.631 người, mật độ dân số đạt 1.573 người/km².

## Hành chính
Xã Thắng Lợi được chia thành 9 thôn.

## Lịch sử
Trước đây, Thắng Lợi là một xã thuộc huyện Châu Giang cũ.
Ngày 24 tháng 7 năm 1999, Chính phủ ban hành Nghị định 60/1999/NĐ-CP về việc chia huyện Châu Giang thành 2 huyện Khoái Châu và Văn Giang. Xã Thắng Lợi trực thuộc huyện Văn Giang.

## Văn hóa

### Đình Phù Liệt
Đình làng Phù Liệt là di tích lịch sử văn hóa tiêu biểu trên địa bàn xã Thắng Lợi, Văn Giang. Đình là nơi thờ 5 vị đại vương có công phù giúp Đinh Bộ Lĩnh dẹp sứ quân Lã Đường. Vua Đinh Tiên Hoàng đã cho đổi tên làng Gềnh thành làng Phù Liệt với ý nghĩa là làng phù quốc giúp vua và chiến đấu oanh liệt với các sứ quân còn làng ủng hộ sứ quân Lã Đường gần đó đã được gọi là làng Phi Liệt. Nằm cách đình Bến 5 km, đình Phi Liệt thờ tướng quân Lã Đường. Tương truyền, sau khi Lã Đường mất, Vua Đinh Tiên Hoàng đã cho phép dân làng lập đền thờ và tôn là Thạch Lã tướng quân.

## Giao thông
Xã Thắng Lợi có tỉnh lộ 195 chạy qua.